# VfB Friedberg
Maillots
Dernière mise à jour : 11 avril 2011.
Le VfB Friedberg est un club sportif allemand localisé à Friedberg dans la Hesse.
Outre le Football, le club propose aussi des sections d’Athlétisme, de Gymnastique, de Natation et de Water-polo.

## Histoire (football)
Le club fut fondé le 1er janvier 1918 par la fusion de deux anciens clubs locaux, le FV Grün-Weiss 1904 Friedberg et le FC Merkur 1905 Friedberg.
En 1933, le VfB Friedberg fut un des fondateurs de la Gauliga Hessen, une des seize ligues créées sur ordre des Nazis qui venaient d’arriver au pouvoir. Sportivement, le cercle n’était pas qualifié, mais il fut repris pour des raisons géographiques. La saison fut cependant positive, le club termina vice-champion derrière le SC Borussia 04 Fulda.
Lors des exercices suivants, le VfB Friedberg termina en milieu de tableau. Après la saison 1938-1939, le club considérant qu’iln’avait plus une équipe suffisamment compétitive retira son équipe de la Gauliga.
En 1945, le club fut dissous par les Alliés, comme tous les clubs et associations allemands (voir Directive n°23). Il fut rapidement reconstitué.
En 1949, le VfB Friedberg monta en 1. Amateurliga Hessen. Vice-champion, derrière Fulda, en 1957, le club remporta le titre l’année suivante puis gagna ses quatre matches du tour final. Le club décrocha ainsi la montée en 2. Oberliga Süd, une ligue située, à l’époque, au 2e niveau de la hiérarchie du football allemand. Lors du Championnat d’Allemagne Amateur pour lequel il était qualifié, le club fut éliminé au premier tour par le club berlinois du SC Rapide Wedding 1893.
Le VfB Friedberg ne joua qu’une seule saison en 2. Oberliga Süd. Le club ne gagna que 4 rencontres sur les 34 du programme. Il redescendit en Amateurliga.
À partir de 1963, le VfB Friedberg régressa dans la hiérarchie et n’approcha plus les plus hautes ligues.
En 2006, le VfB Friedberg termina vice-champion de sa série de Kreisliga A et monta en Bezirksliga. Il s’agissait d’une montée du 8e vers le 7e niveau. En 2008, la création de la 3. Liga en tant que "Division 3" entraîna un recul de toutes les ligues inférieures. La réforme des ligues de la Hessischer Fußball-Verband (HFV) transforma les séries de Bezirksliga en Kreisoberliga.
En 2010-2011, le VfB Friedberg évolue en Kreisoberliga Hessen, Friedberg, soit le 8e niveau de la hiérarchie de la DFB.